# Кутик, Илья Витальевич
Илья́ Вита́льевич Ку́тик (род. 1 августа 1961, Львов) — русский поэт, эссеист, переводчик поэзии с шведского (Тумас Транстремер), английского (Александр Поп, Честертон, Эзра Паунд), польского (Циприан Норвид) языков. Представитель метареализма — течения в поэзии  70-х-90-х гг. XX века, означающее «метафизический», а также  «метафорический реализм». Член Шведского ПЕН-клуба и Шведского Союза Писателей. Доктор философии Стокгольмского университета. Профессор Северо-Западного университета (Чикаго). Лауреат Премии журнала «Золотой Век» за 1994 год. Автор предисловия и составитель сетевой двуязычной (русско-американской) антологии русской поэзии: «Русская поэзия: От веток до корней».

## Биография
Илья Кутик окончил дневное отделение Литературного института им. Горького в 1982 году. Вместе с А. Давыдовым и Г. Ефремовым участвовал в выпуске первого бесцензурного советского альманаха «Весть», a после — в создании (неудачном) совместного советско-датского издательства под тем же названием. В начале 1990-х, начав выезжать на многочисленные поэтические фестивали, переехал из Москвы в Швецию, в 1995 году поселился в США. Живёт в Чикаго. 

## Творчество
Илья Кутик — один из основателей школы метареализма (термин предложил М.Эпштейн) в поэзии конца XX века. (См. также Энциклопедия Британника) Дебютировал в поэзии на рубеже 1970—80-х годов, войдя в круг поэтов, образовавшийся внутри Литературного института и названных вначале, по термину К. Кедрова, метаметафористами: А. Ерёменко, И. Жданов, А. Парщиков.
Первая книга стихотворений вышла в 1988 году, в переводе на датский язык. Стихи переведены на 19 иностранных языков.
Внутри метареализма Эпштейн выделяет особую терминологическую «нишу» для лишь двоих представителей этой школы (или направления), а именно для И. Кутика и А. Парщикова, называя её «презентализмом». По определению Эпштейна, презентализм — «поэзия присутствия», «поэзия настоящего». «Восходя к традициям футуризма с его вкусом к современности, к технической пластике вещей, презентализм лишён его социально-эстетической воинственности и утопизма, обращён не к будущему, а к вечному настоящему, к данности как таковой. Между крайностями поэтического монизма (слияние вещи и смысла) и дуализма (их разобщенность) здесь вырисовывается особый, феноменологический подход к реальности. Презентализм утверждает само присутствие вещи, её видимость, осязаемость и т. п. — как необходимое и достаточное условие её осмысленности. Поэтическое произведение строится как последовательность разных взглядов на вещь, способов её восприятия и описания, которые в совокупности суть проявление её собственной сущности. Вещь есть явленность вещи, как и постулируется в феноменологии. Вещь не соединена с идеей и не противопоставлена ей, а сама по себе есть „идея“, то есть в исконном значении этого слова, „эйдос“, „видимость“ — то, что представляет, „презентирует“ самое себя».
А. Тумольский же, например, видит своеобразие И. Кутика и некоторых других (но не всех) представителей метареализма в том, что они принадлежат «южнорусской школе» как языка, так и мышления в России. В статье, опубликованной в журнале НЛО # 46, 2000, он, в графе персоналии, пишет: «Илья Кутик (Москва, с середины 90-х годов живёт в Швеции) — работает в поэтике метареализма. При этом принципиально (вплоть до организации дискуссий в международном литературном сообществе) придерживается традиций силлабо-тонического рифмованного стиха. Виртуоз версификации. В поэзии Кутика проявляется специфичность взаимоотношений стихосложения (которое отнюдь не „нейтрально“ в образном плане) и поэтики: ритмический канон сдерживает и ограничивает свободу становления поэтической реальности. При внешнем разнообразии (преимущественно современной) тематики в конкретных стихотворениях, через все творчество Кутика скрытой, но сквозной, линией проходит внутренняя полемика с традициями классической поэзии, как русской, так и зарубежной. Эта тематическая установка предопределяет постоянный лирический „диалог“ внутренней и косвенной речи, персонифицируя в такой способ две стороны „лирического героя“ — ту, которая связана с предшествующей традицией, и ту, которая стремится освободиться от неё. Отсюда проистекает присущая стихотворениям поэта своеобразная энергия, динамичность».

## Труды

### Поэзия
- Sansernes femkamp / Oversat af Vagn Steen & Marie Tetzlaff. — [Århus] : Husets Forlag, 1988. 57 s. — ISBN 87-7483-205-0
- Пятиборье чувств: избранные стихотворения. — М.: Московский рабочий, 1990. — ISBN 5-239-00934-1
- Лук Одиссея: Третья книга стихотворений — СПб.: Советский писатель, 1993. — ISBN 5-7664-0012-8
- Ода на посещение Белосарайской косы, что на Азовском море / Ode on Visiting the Belosaraisk Spit on the Sea of Azov / Translat. Kit Robinson. (Bilingual Ed.) — New York: Alef Books, 1995. — ISBN 1-882509-03-X
- Смерть трагедии. В 2-х тт. — M.: Комментарии, 2003. — ISBN 5-7327-060-X (ошибоч.).

1. Гражданские войны, или первая часть книги Смерть Трагедии, расположенная второй. Книга стихов
2. Персидские письма или Вторая часть книги Смерть трагедии, выходящая из первой

- Эпос. — М.: Русский Гулливер, 2010. — 416 с. — ISBN 5-02-033917-2
- Илья Кутик. Губы и дороги // Гвидеон. — 2014. — № 9.
- Ilya Kutik. Sea Sickness / translated by Reginald Gibbons and Ilya Kutik // Poetry Magazine (November 2014).
- Илья Кутик. Песни первого этажа // Знамя. 2018. № 12.
- Илья Кутик. Ундина и другие // Post(non)fiction. 2019.
- Илья Кутик. Паук, Равенна пишет Блоку, Чибис: Памяти Ханса Бьёркегрена // Post(non)fiction. 2020.

### Переводы
- Шведские поэты: Переводы и варианты. — М., 1992. — ISBN 5-7664-0023-3
- Поп, Александр. Похищение локона. Ироикомическая поэма / Перевод с английского, вступление и примечания Ильи Кутика // Новый мир. 2014. № 12
- Весь Александр Поуп и ценимые им поэты. — перев. с англ. и вступит. стат. Ильи Кутика. — М.: Водолей, 2023. — 912 с.; ISBN 978-5-91763-599-6
- Джон Драйден. Трагедии / перев. с англ. и вступит. сл. Ильи Кутика. — М.: Водолей, 2023. — 788 с.; ISBN 978-5-91763-606-1
- Шекспир У., Хейвуд Т., Бриттен Б., Данкан Р. Поругание Лукреции / пер. с англ. Ильи Кутика. — М.: Водолей, 2024. — 224 с.; ISBN 978-5-91763-620-7
- Отуэй, Томас. Трагедии / пер. с англ. Ильи Кутика. — М.: Водолей, 2024. — 608 стр. ISBN 978-5-91763-623-8
- Ли, Натаниэль. Трагедии / пер. с англ. Ильи Кутика. — М.: Водолей, 2024. — 916 c. ISBN 978-5-91763-630-6
- Давенант, Уильям. Трагедии, комедии и маски / пер. с англ. Ильи Кутика. – М.: Водолей, 2025. – 696 стр. ISBN 978-5-91763-642-9
- Шекспир, Уильям. Шесть трагедий / пер. с англ. Ильи Кутика. — М.: Водолей, 2025. — 792 стр. ISBN 978-5-91763-643-6.

### Эссе на английском языке
- Hieroglyghs of Another World: On Poetry, Swedenborg, and Other Matters. — Evanston: Northwestern University Press, 2000. 148 pp.[3] — ISBN 978-0-8101-1777-8
- Writing as Exorcism. The Personal Codes of Pushkin, Lermontov, and Gogol. — Evanston: Northwestern University Press, 2005. 176 pp.[4] — ISBN 978-0-8101-2051-8

### Эссе на русском языке
- Мучитель жизни (1990)
- Приглашение к сентиментальному (1993)
- О Транстрёмере и Бродском (2011)
- Другие. После Бродского (2011)
- Русские 'памятники': тезисы к размышлению (2014)
- Айги-Ареопагит: Опыт «аналитической» аппроксимации (2014)

### Интервью
- «Сны-подстрочники». Интервью Дмитрию Бавильскому
- «Объективная реальность — это не вид из окна». Интервью Андрею Левкину
- «Я себя чувствую комфортно в другом языке». Поэт и переводчик Илья Кутик. Интервью И.Толстому и И. Померанцеву. Радио Свобода. 23 июля 2024. Дата обращения: 25 июля 2024.